# Zelotaea alba
Zelotaea alba is een vlindersoort uit de familie van de prachtvlinders (Riodinidae), onderfamilie Riodininae.
Zelotaea alba werd in 1989 beschreven door Gallard & Brévignon.